# Сендулешть (Клуж)
Сендулешть, Сендулешті (рум. Săndulești) — село у повіті Клуж в Румунії. Входить до складу комуни Сендулешть.
Село розташоване на відстані 301 км на північний захід від Бухареста, 23 км на південний схід від Клуж-Напоки.

## Населення
За даними перепису населення 2002 року у селі проживали 642 особи.
Національний склад населення села:
| Національність | Кількість осіб | Відсоток |
| -------------- | -------------- | -------- |
| румуни         | 581            | 90,5%    |
| угорці         | 56             | 8,7%     |
| цигани         | 5              | 0,8%     |

Рідною мовою назвали:
| Мова      | Кількість осіб | Відсоток |
| --------- | -------------- | -------- |
| румунська | 586            | 91,3%    |
| угорська  | 55             | 8,6%     |